# Кояйма (язык)
Кояйма (Coyaima, Koyai) — мёртвый карибский язык, на котором говорил народ кояйма, который проживает в департаменте Толима в Колумбии. Племя ещё существует как единое целое, но не говорит на языке в течение нескольких поколений. В настоящее время народ говорит на испанском языке.